# 有賀秀子
有賀 秀子（ありが ひでこ、1934年2月9日 - 2024年12月7日 ）は、日本の女性農芸化学者。専門は、応用生物化学、栄養化学、酪農食品科学。農学博士。

## 来歴
1934年2月9日に北海道帯広市で誕生。1946年帯広市立明星小学校卒業。1946年北海道庁立帯広高等女学校入学、1947年に教育改革により北海道立帯広高等女学校へ、1950年に教育改革により北海道帯広三条高等学校へ改称。1949年に同高等学校併置中学校卒業。1952年北海道帯広三条高等学校卒業。1952年に帯広畜産大学畜産学部酪農学科入学。1956年帯広畜産大学畜産学部酪農学科卒業。1956年に北海道幕別高等学校、1959年に北海道旭川北高等学校の教諭となり、家庭科を教える。1963年に、夫の転勤で故郷・帯広に戻り、母校・帯広畜産大学の助手となる。1985年、帯広畜産大学講師を経て帯広畜産大学畜産学部家畜生産学科助教授に就任。その間1970年には北海道栄養食糧学会賞を受賞している。1984年には北海道大学にて農学博士の博士号を取得。論文の題は「乳汁およびチーズ中硝酸塩の消長とかびスターターの硝酸還元性 」。1990年、帯広畜産大学畜産学部生物資源化学科教授に就任。なお、同大学における初の女性教授である。1997年に退官、帯広畜産大学名誉教授となる。2000年より帯広市教育委員長を務め、2003年退任。

## 役職
- 1985~1997年　日本酪農学会評議員
- 1991~1997年　北海道畜産学会評議員
- 1991~1998年　帯広市総合計画策定審議会委員
- 1993~1997年　日本畜産学会評議員
- 1995~1997年　北海道科学技術審議会委員
- 1996~2004年　釧路簡易裁判所民事調停委員
- 1997~2004年　北海道技術アドバイザー
- 1986~2004年　釧路家庭裁判所家事調停委員
- 1999~2003年　帯広市教育委員
- 2000~2003年　帯広市教育委員長

## 著書
- とっておきのミルク料理（1996年）
- モンゴルの白いご馳走―大草原の贈りもの「酸乳」の秘密（1997年）

など

## 所属学会
- 日本栄養・食糧学会[1]
- 日本農芸化学会[1]
- 日本畜産学会[1]

## 受賞
- 北海道栄養食糧学会賞（1970年）
- 日本酪農科学会賞（1993年）
- 読売新聞北海道支社北のくらし大賞奨励賞（1994年）
- 釧路家庭裁判所長表彰（1995年）
- 日本調停協会連合会理事長表彰（2002年）
- 最高裁判所長官表彰（2003年）